# Илейкино (Владимирская область)
Илейкино — деревня в Киржачском районе Владимирской области России, входит в состав Першинского сельского поселения.

## География
Деревня расположена на правом берегу реки Киржач в 17 км на юго-восток от центра поселения посёлка Першино и в 9 км на юг от райцентра города Киржач.

## История
По данным на 1860 год деревня принадлежит княгине Ширинской-Шихматовой.
В XIX — начале XX века деревня входила в состав Финеевской волости Покровского уезда, с 1926 года — в составе Киржачской волости Александровского уезда. В 1859 году в деревне числилось 25 дворов, в 1926 году — 63 двора.
В XIX — начале XX века деревня относилась к Богородскому церковному приходу.
С 1929 года деревня являлась центром Илейкинского сельсовета Киржачского района, с 1940 года — в составе Федоровского сельсовета, с 2005 года — в составе Першинского сельского поселения.

## Население
| 1859 | 1905 | 1926 | 2002 | 2010 | 2021 |
| ---- | ---- | ---- | ---- | ---- | ---- |
| 174  | ↗372 | ↗391 | ↘64  | ↘56  | ↘30  |